# Металлеге-БСІ
«Металлеге-БСІ» (босн. «Nogometni klub Metalleghe-BSI») — професіональний боснійський футбольний клуб з міста Яйце. Заснований 6 серпня 2009 року. Домашні ігри проводить на стадіоні «Мрачай», який вміщує 3 000 глядачів.

## Досягнення
- Чемпіон Першої ліги Федерації Боснії і Герцеговини:

2015—2016
- Чемпіон Другої ліги Федерації Боснії і Герцеговини (Захід):

2013—2014
- Чемпіон Першої ліги Середньобоснійського кантону:

2010—2011